# Mussurana
Mussurana – rodzaj węży z podrodziny ślimaczarzy (Dipsadinae) w rodzinie połozowatych (Colubridae).

## Zasięg występowania
Rodzaj obejmuje gatunki występujące w Brazylii, Boliwii, Paragwaju i Argentynie; stwierdzenia z Peru mogą dotyczyć gatunku z innego rodzaju.

## Systematyka

### Etymologia
Mussurana: tupi mosu „węgorz”; rana „podobny lub fałszywy”.

### Podział systematyczny
Do rodzaju należą następujące gatunki:
- Mussurana bicolor (Peracca, 1904)
- Mussurana montana (Franco, Marques & Puorto, 1997)
- Mussurana quimi (Franco, Marques & Puorto, 1997)